# Arthur Schmid (1928-2023)
Arthur Schmid (Oberentfelden, 25 januari 1928 - aldaar, 1 mei 2023) was een Zwitsers jurist en politicus voor de Sociaaldemocratische Partij van Zwitserland (SP/PS) uit het kanton Aargau.

## Biografie

### Afkomst en opleiding
Arthur Schmid was een zoon van zijn gelijknamige vader, die eveneens politicus was, en van Frieda Lina Herzig. Hij was tweemaal gehuwd, een eerste maal in 1955 met Gertrud Schoch, en een tweede maal in 1966 met Margrith Bonicalza.
Schmid studeerde rechten aan de Universiteit van Zürich, waar hij in 1955 een doctoraat behaalde.

### Carrière

Arthur Schmid in 1985.

#### Federale politiek
Arthur Schmid was secretaris van de districtsrechtbank van Kulm. Vervolgens was hij secretaris-generaal van de gezondheidsdienst van het kanton Aargau. Van 7 december 1959 tot 25 november 1979 zetelde hij in de Nationale Raad. Hij legde zich in het parlement voornamelijk toe op de sociale zekerheid en het onderwijs. Van 1969 tot 1974 was hij voorzitter van de Sociaaldemocratische Partij van Zwitserland (SP/PS).
In 1973 was hij de officiële kandidaat van zijn partij bij de Bondraadsverkiezingen, maar het was finaal outsider Willi Ritschard die in de Bondsraad werd verkozen als opvolger van Hans-Peter Tschudi.
Schmid zetelde in de raad van bestuur van de Zwitserse federale spoorwegen van 1980 tot 1990.

#### Kantonnale politiek
Van 1965 tot 1993 was Schmid lid van de Regeringsraad van Aargau, waarbinnen hij bevoegd was voor Onderwijs. In die hoedanigheid drukte hij zijn stempel op het kantonnale onderwijsbeleid, onder meer met de opening van de normaalschool, de schoolwet, de oprichting van een technische hogeschool in Brugg-Windisch en een hogere economieschool. Hij was meermaals Landammann.
Hij overleed in 2023 op 95-jarige leeftijd.
- Base de données des élites suisses: 54654
- Gemeinsame Normdatei: 1051005930
- Historisch woordenboek van Zwitserland: 033167
- International Standard Name Identifier: 0000 0000 7986 8312
- Library of Congress Control Number: nr94026088
- Nederlandse Thesaurus van Auteursnamen: 239685547
- Zwitserse Bondsvergadering: 1239
- Virtual International Authority File: 22798495
- WorldCat: E39PBJf8v6XcWtGqVdkVgHjgrq